# Тріо для кларнета, скрипки та віолончелі
Тріо для кларнета, скрипки та віолончелі (англ. Trio for clarinet, violin, and cello) або просто Тріо (англ. Trio) — музичний твір Бена Джонстона, написаний 1981 року.
Тріо для кларнета, скрипки та віолончелі написано 1981 року американським композитором Беном Джонстоном на замовлення Річарда Руда для ансамблю Omega Ensemble. На той момент, завдяки низці струнних квартетів та інших творів, Джонстон здобув репутацію композитора, що писав в чистому строї із використанням інтервалів, що відповідали обертонам вищих порядків, але погоджувався на створення і менших за розміром та менш складних композицій, як це тріо.
Тріо написано у неокласичному стилі та за задумом Джонстона, попри використання чистого строю, мало звучати схожим на музику Моцарта. Воно має форму рондо та складається з двох типів частин (ABABAB), що відрізняються одна від одної: за довгими A йдуть короткі фрагменти B, під час яких кларнет та скрипка виконують повільні мелодії під акомпанемент віолончелі, на якій грають піцикато. Твір написано в розмірі 11/16; музичні фрази також найчастіше тривають п'ять та шість тактів, даючи в сумі одинадцять.
Вперше виконано ансамблем Omega Ensemble у лютому 1983 року. 1993 року композиція увійшла до музичного альбому ансамблю Music Amici Ben Johnston: Ponder Nothing, що вийшов на лейблі New World Records; тріо виконали Чарльз Ясскі (кларнет), Метью Реймонді (скрипка) та Марк Шуман (віолончель).

## Зовнішні посилання
- Music Amici (29 вересня 2014), Trio, процитовано 19 січня 2025